# Комаров, Алексей Филиппович
Алексей Филиппович Комаров (10 декабря 1921, Москва, РСФСР, СССР — 10 мая 2013, Москва, Российская Федерация) — советский гребец (гребля академическая) и тренер, серебряный призёр летних Олимпийских игр в Хельсинки (1952). Заслуженный мастер спорта СССР (1954). Участник Великой Отечественной войны.

## Биография
Участник Великой Отечественной войны. Награждён медалями «За победу над Германией», «За боевые заслуги», «За доблестный труд».
5-кратный чемпион и 7-кратный призёр чемпионатов СССР в четырёх классах лодок, трёхкратный чемпион Европы (1953,1954, 1956), победитель Хенлейской регаты (1954). На летних Олимпийских играх в Хельсинки (1952) в составе «восьмерки» завоевал серебряную медаль.
Окончил заочное отделение ГЦОЛИФК (1953).
Был основателем кафедры гребного спорта ГЦОЛИФК: преподавателем, заведующим кафедрой, профессором. Являлся одним из основоположников современной теории и методики гребного спорта.
Заслуженный тренер РСФСР, судья всесоюзной категории.

## Награды
- Медаль «За трудовую доблесть» (27.04.1957) — «за успехи, достигнутые в деле развития массового физкультурного движения в стране, повышения мастерства советских спортсменов, и успешное выступление на международных соревнованиях»